# راه شیری (مجموعه تلویزیونی)
راه شیری یک مجموعه تلویزیونی محصول ۱۳۹۳ و تهیه‌کنندگی رامین عباسی‌زاده می‌باشد که از شبکه دو پخش شد. فیلمنامه این مجموعه از سوی چند نویسنده به سرپرستی احمد رفیع‌زاده نوشته شده است.
تولید این مجموعه، از سال ۱۳۸۷ آغاز شد و شامل ۴ اپیزود و ۲۴ قسمت است که هر اپیزود آن را یک کارگردان مستقل مقابل دوربین ‌برده است. هر اپیزود به وسیله یک شخصیت یا یک لوکیشن به اپیزود بعدی مرتبط می‌شود.

## اپیزودها
1. پسر به کارگردانی سامان مقدم : این اپیزود قصه زندگی جوانی را روایت می کند که از کانون اصلاح و تربیت مرخص می شود و به دنبال هویت گمشده اش می گردد.
2. خلسه به کارگردانی عبدالحسن برزیده: داستان خلسه درباره وکیلی خوشنام به نام عظیمی است که همیشه در پرونده های قضایی موفق بوده، اما به طور اتفاقی با موضوع قتل زنی به نام هما مواجه می شود که پسرش او را به قتل رسانده است.
3. خط رو خط به کارگردانی مونا زندی حقیقی: داستان این اپیزود از جایی آغاز می شود که موبایل والدین دو کودک در مهدکودک با هم عوض می شود و این جابه جایی برای هر دو طرف سوءتفاهم هایی را به وجود می آورد.
4. تحقیر به کارگردانی ایرج کریمی : این اپیزود درباره نویسنده ای به نام فرهاد راسخ است که در زندگی مشترکش با هدیه دچار مشکل شده و در موقعیت حساسی از زندگی زوج دیگری قرار گرفته است. او مجبور می شود وارد بازی خطرناکی شود.[۱]

## بازیگران

#### اپیزود پسر
همایون ارشادی، آهو خردمند، سیدمهرداد ضیایی، سپیده اعلایی، محسن قاضی مرادی و کیوان ساکت اف

#### اپیزود خلسه
امین تارخ، رامین راستاد، لیلی تقوی، حنانه شهشهانی، نگین معتضدی، آیدا فقیه زاده، یاشا رستمی، مرتضی کاظمی، سیامک اشعریون و فرامرز روشنایی

#### اپیزود خط رو خط
جمشید مشایخی، کتایون امیرابراهیمی، رویا جاویدنیا، ایرج شهزادی، نونا زندی، طوفان مهردادیان و رضا فیاضی
اپیزود تحقیر
علی قربان زاده، سولماز غنی، میسا مولوی، مریم ذکایی و احسان امانی 